# Piestruszka stepowa
Piestruszka stepowa, dawniej: piestruszka (Lagurus lagurus) – gatunek ssaka z podrodziny karczowników (Arvicolinae) w obrębie rodziny chomikowatych (Cricetidae), zamieszkujący stepy i półpustynie Azji wschodniej (Chiny i Mongolia), środkowej i zachodniej, po Dniepr we wschodniej Europie (Ukraina).

## Nazwa zwyczajowa
W polskiej literaturze zoologicznej dla oznaczenia gatunku używana była nazwa zwyczajowa „piestruszka”. Ostatecznie w wydanej w 2015 roku przez Muzeum i Instytut Zoologii Polskiej Akademii Nauk publikacji „Polskie nazewnictwo ssaków świata” gatunkowi Lagurus lagurus przypisano oznaczenie piestruszka stepowa, rezerwując nazwę piestruszka dla rodzaju Legurus.

## Taksonomia
Gatunek po raz pierwszy zgodnie z zasadami nazewnictwa binominalnego opisał w 1773 roku niemiecki przyrodnik Peter Simon Pallas nadając mu nazwę Mus lagurus. Holotyp pochodził z ujścia rzeki Ural, z Inderska, w obwodzie atyrauskim, w Kazachstanie. Jedyny żyjący przedstawiciel rodzaju Lagurus.
Autorzy Illustrated Checklist of the Mammals of the World rozpoznają pięć podgatunków.

### Etymologia
- Lagurus: gr. λαγως lagōs „zając”; -ουρος -ouros „-ogonowy”, od ουρα oura „ogon”[14].
- abacanicus: rzeka Abakan, Chakasja, Rosja[6].
- agressus: łac. agressus „agresywny”, od aggredi „zaatakować”[15].
- altorum: łac. altus „wysoki”, od alere „odżywiać”[16].
- occidentalis: łac. occidentalis „zachodni”, od occidens, occidentis „zachód”, od occidere „ustawić”[16].

## Morfologia
Piestruszka stepowa osiąga maksymalne wymiary do 8 miesiąca życia. Średnia masa ciała zwierząt w tym wieku wynosi zazwyczaj około 17,8 g, choć sporadycznie można spotkać osobnika o masie do około 33 g. Długość ciała (tułów i głowa) osiąga wówczas 73–125 mm. Ogon krótki od 6 do 16 mm. Długość ucha wynosi 5–7 mm, natomiast tylnej stopy 11–16 mm. Ubarwienie sierści – z wierzchu tułowia szarobrunatne, w części brzusznej jaśniejsze. Wzdłuż grzbietu przebiega czarna smuga. Uszy krótkie, zaokrąglone. Zęby rosną przez całe życie.
| Część ciała        | zakres wymiarów | wymiar średni |
| ------------------ | --------------- | ------------- |
| tułów z głową (mm) | 77,5-102,5      | 90,5          |
| ogon (mm)          | 8,2-14,8        | 11,3          |
| tylne łapy (mm)    | 12-15           | 13,2          |
| ucho (mm)          | 5,6-8           | 15            |
| masa ciała (g)     |                 | 18,3          |

## Występowanie
Piestruszka stepowa zamieszkuje stepy i półpustynie w Azji wschodniej (Chiny i Mongolia), środkowej i zachodniej, i dalej na zachód aż po Dniepr we wschodniej Europie (Ukraina). W plejstocenie zasięg gatunku był większy, w interglacjale eemskim i podczas zlodowacenia północnopolskiego piestruszki stepowe zamieszkiwały stepy ciągnące się w Europie aż po południową Anglię.
Zasięg występowania w zależności od podgatunku:
- L. lagurus lagurus – południowa część europejskiej Rosji, równiny Kazachstanu i południowo-zachodnia Syberia na zachód od rzeki Ob.
- L. lagurus abacanicus – południowo-środkowa Syberia (Kotlina Minusińska w Chakasji i południowym Kraju Krasnojarskim).
- L. lagurus agressus – środkowa i południowo-wschodnia część europejskiej Rosji (od Riazania, Lipiecka i Woroneża na wschód do Baszkortostanu).
- L. lagurus altorum – kilka małych izolowanych populacji we wschodnim Kazachstanie, północno-zachodniej Chińskiej Republice Ludowej (północny Sinciang) i południowej Rosji (południowa Tuwa), w tym góry Tarbagataj, Ałatau Dżungarski, Tienszan, kotlina Uws-nur, Baytik Shan i mongolski Ałtaj.
- L. lagurus occidentalis – Ukraina i południowa część europejskiej Rosji między rzekami Dniepr i Don.

## Rozmnażanie
Na wolności samica piestruszki stepowej rodzi rocznie nawet 6-krotnie. Po trwającej około 25 dni ciąży na świat przychodzi średnio 5–6 młodych. Rosną przez pierwsze 8 miesięcy życia. Dojrzewają szybko – dojrzałość płciową osiągają po około 45 dniach. W kolejnych latach populacja piestruszek stepowych podlega znacznym wahaniom liczbowym.

## Ekologia
Piestruszka stepowa jest roślinożercą – żywi się zielonymi i podziemnymi częściami roślin, ale przygodnie zjada też owady. Jest uznawana za szkodnika, bowiem niszczy uprawy rolne.
Piestruszka stepowa mieszka w norach, gdzie spędza większą część życia, a na powierzchni pojawia się na krótko w różnych porach doby. Na okres zimowy gromadzi zapasy. W zimie zachowuje aktywność życiową.

## Hodowla
Piestruszki stepowe są hodowane hobbystycznie. Są także wykorzystywane do badań laboratoryjnych. W hodowli piestruszki stepowe mogą żyć dłużej (do około 39 miesięcy), niż na wolności (około 12–18 miesięcy).
Potocznie są też nazywane lemingami stepowymi, co jest kalką z języka angielskiego (steppe lemming).